# Tapiolan urheilupuisto
Il Tapiolan urheilupuisto è lo stadio dove la squadra FC Honka gioca le sue partite in casa.
Nel 2007 lo stadio è stato ristrutturato, ampliando i riflettori e le recinzioni. Può contenere fino a 5000 persone ma si sta pensando di ampliarlo fino ad avere una capienza di 13000 posti.